# Añover de Tormes
Añover de Tormes là một đô thị ở tỉnh Salamanca, phía tây Tây Ban Nha, cộng đồng tự trị Castile-Leon. Đô thị này có cự ly 34 kilômét so với thành phố tỉnh lỵ Salamanca và có dân số 102 người. Đô thị này có diện tích 20,24 km². Đô thị này nằm ở khu vực có độ cao 802 mét trên mực nước biển.
Mã số bưu chính là 37111.

## Biến động dân số
| 2001 | 2002 | 2003 | 2004 | 2005 | 2006 | 2007 |
| ---- | ---- | ---- | ---- | ---- | ---- | ---- |
| 111  | 106  | 102  | 101  | 105  | 105  | 102  |